# Parallel Lines
Parallel Lines je třetí studiové album americké skupiny Blondie. Jeho nahrávání probíhalo od června do července 1978 v newyorském studiu Record Plant Studios. Album vyšlo v září téhož roku u vydavatelství Chrysalis Records. Jde o první album skupiny, které produkoval Mike Chapman. Ten se skupinou spolupracoval na několika dalších albech.

## Seznam skladeb
| Pořadí | Název                    | Autor                                       | Délka |
| ------ | ------------------------ | ------------------------------------------- | ----- |
| 1.     | Hanging on the Telephone | Jack Lee                                    | 2:17  |
| 2.     | One Way or Another       | Debbie Harry, Nigel Harrison                | 3:31  |
| 3.     | Picture This             | Harry, Chris Stein, Jimmy Destri            | 2:53  |
| 4.     | Fade Away and Radiate    | Stein                                       | 3:57  |
| 5.     | Pretty Baby              | Harry, Stein                                | 3:16  |
| 6.     | I Know But I Don't Know  | Frank Infante                               | 3:53  |
| 7.     | 11:59                    | Destri                                      | 3:19  |
| 8.     | Will Anything Happen?    | Lee                                         | 2:55  |
| 9.     | Sunday Girl              | Stein                                       | 3:01  |
| 10.    | Heart of Glass           | Harry, Stein                                | 3:54  |
| 11.    | I'm Gonna Love You Too   | Joe B. Mauldin, Niki Sullivan, Norman Petty | 2:03  |
| 12.    | Just Go Away             | Harry                                       | 3:21  |

## Obsazení
Blondie
- Debbie Harry – zpěv
- Frank Infante – kytara, zpěv
- Chris Stein – kytara
- Nigel Harrison – baskytara
- Jimmy Destri – elektronické klávesy
- Clem Burke – bicí

Ostatní
- Robert Fripp – kytara